# Mihály Csokonai Vitéz
Mihály Csokonai Vitéz (n. 17 noiembrie 1773 în Debrecen – d. 28 ianuarie 1805) a fost un scriitor maghiar.

## Lucrări celebre
- Kostancinápoly (1794)
- Dorottya (1798)
- Szegény Zsuzsi a táborozáskor (1802)
- Tartózkodó kérelem (1803)
- A tihanyi ekhóhoz (1803)